# Al-Khayzuran
Al-Khayzuran bint Atta (en arabe : الخيزران بنت عطاء ), morte en 789, est l'épouse du calife abbasside Al-Mahdi et la mère des califes Al-Hadi et Harun al-Rashid. Elle règne de facto de 775 à 789 sous les règnes de son mari et de ses fils et est connue pour son immense influence sur les affaires de l'État.
Bien que n'étant pas officiellement une dirigeante, al-Khayzuran est néanmoins la première femme dans l'histoire de l'Islam à régner de facto et est la première femme dans l'histoire des musulmans à avoir des pièces d'or frappées à son nom. Elle devient l'une des femmes les plus puissantes de son temps sous le nom de son mari et de ses fils.
Pendant le règne de son mari al-Mahdi, al-Khayzuran possède un grand pouvoir politique, et le calife cherche son point de vue sur la plupart des questions avant de donner des ordres. Alors qu'al-Mahdi passe le plus clair de son temps à chasser et à s'amuser, elle dirige le califat.
Al-Khayzuran est également la première femme à avoir sa propre bureaucratie et son propre tribunal, à accepter les pétitions et l'audience des fonctionnaires et du peuple, et à commander et interdire dans le califat. Elle acquiert une énorme richesse grâce à ses importantes relations commerciales avec d'autres pays.
Après la mort d'Al-Mahdi, pendant les règnes de ses fils, elle continue à exercer le pouvoir et possède une influence de premier plan.
Au moment de la mort prématurée d'al-Mahdi, et alors que ses fils sont absents, pour assurer leur succession al-Khayzuran cache la mort de son mari, reprend les affaires du gouvernement et, en payant les salaires des officiers de l'armée, obtient l'allégeance des soldats pour son fils al-Hadi en tant que nouveau calife.
Cependant, al-Hadi s'oppose à sa mère et à son pouvoir, et al-Khayzuran le tue après de graves différends. Elle porte alors Harun al-Rashid au pouvoir. Contrairement à son frère, al-Harun ne s'oppose pas à sa mère, remet officiellement tout pouvoir à sa mère et s’appuie sur ses conseils.

## Biographie
Al-Khayzuran est originaire de Jorash, près de l'actuelle Bisha, en Arabie saoudite. Elle est kidnappée chez elle par un Bédouin qui la vend ensuite sur un marché d'esclaves près de La Mecque à Al-Mahdi, en train d’effectuer son pèlerinage. Officiellement, il n'était pas légal pour les musulmans d'asservir d'autres musulmans, mais toutes les sources sont néanmoins catégoriques sur le fait qu'elle était esclave, et briser la règle officielle de l'esclavage des musulmans ne semble pas avoir été une pratique inhabituelle dans ce contexte.

### Règne d'Al-Mahdi
Al-Khayzuran est décrite comme belle, intelligente et douée : à cette époque, les femmes esclaves du harem, appelées jarya ou jawari, sont réputées pour être instruites en musique, chant, astrologie, mathématiques et théologie afin de garder l'intérêt de leur maître, et Al- Khayzuran prend régulièrement des cours de fiqh par les cadis les plus érudits. Elle devient finalement la concubine préférée d'Al-Mahdi. Lorsqu'il devient calife en 775, elle parvient à le convaincre de la libérer et de l'épouser, privant sa première épouse, la princesse Rayta, fille du calife Al-Saffah, de ses privilèges. Elle convainc aussi Al-Mahdi de priver de sa position d'héritier du trône le fils de son premier mariage, et de nommer à la place ses propres fils comme héritiers, malgré le fait que la coutume de l'époque ne permettait pas aux fils d'une esclave d'être nommés héritiers. À partir de ce moment-là, elle devient la femme la plus puissante et la plus influente de la cour, et chaque fois que le calife se rend au tribunal, elle l'accompagne et parle aux ministres dans les coulisses et rend des arrêts. À la cour, elle est alliée aux Barmécides.
Pendant le règne de son époux, Al-Khayzuran n'est pas isolée dans le harem comme le voudrait l'usage (le harem abbasside est créé en 750). Al-Mahdi lui permet de siéger dans un tribunal séparé et elle tient des audiences avec des généraux, des politiciens et des fonctionnaires dans ses chambres, se mêlant aux hommes et discutant des affaires de l'État. Al-Mahdi lui permet également de rencontrer des ambassadeurs étrangers et même de signer des papiers officiels pour l'administration de l'empire. Toutes ces mesures sont des innovations considérées comme culturellement inappropriées pour une femme et qui soulignent sa position influente et sa puissance dans l'empire.
Elle rappelle sa mère, ses deux sœurs et ses deux frères à ses côtés, fait épouser sa sœur Salsal au prince Ja'far et nomme son frère Ghatrif gouverneur du Yémen.
Hormis leurs deux fils, le couple a une fille, Banuqa, que son père aime tellement qu'il l'habille en garçon pour pouvoir l'emmener avec lui lors de ses voyages. Lorsqu'elle meurt à l'âge de 16 ans, son père fait un scandale et exige des condoléances publiques, ce qui n'est en principe pas possible pour une fille.
Il est rapporté qu'un jour, alors qu'al-Khayzuran est dans son appartement entourée d'autres femmes impériales, un serviteur l'informe que Muznah, la veuve de Marwan II, le dernier calife omeyyade, est à sa porte. Muznah est appauvrie et son histoire et sa situation émeuvent tellement le cœur de Khayzuran qu'elle s'arrange pour qu'elle soit nourrie. Lorsque Khayzuran et Mahdi dinent ensemble ce soir-là, elle l'informe de ce qui s'est passé. Mahdi fait l'éloge de sa charité et Muznah bénéficie alors du patronage royal jusqu'à sa mort sous le règne d'Al-Hadi.

### Règne d'Al-Hadi
En 785, Al-Mahdi meurt lors d'une expédition avec son fils Harun. Les deux fils d'Al-Khayzuran étant absents de la ville, et pour assurer la succession de son fils, elle fait appel aux vizirs et leur ordonne de payer les salaires de l'armée pour assurer l'ordre, puis leur fait jurer allégeance à son fils Al-Hadi comme leur nouveau calife.
Al-Khayzuran souhaite continuer à faire de la politique pendant le règne de son fils : « Khayzuran voulait dominer son fils comme elle avait auparavant dominé son père, al-Mahdi ». Elle continue à donner des audiences dans ses appartements et à discuter des affaires de l'État :

« Elle a continué à monopoliser la prise de décision sans le consulter [al-Hadi], Al-Khayzuran est devenu la figure la plus puissante de l'empire pendant son fils Hadi. Elle s'est comportée comme avant, sous le règne d'al-Mahdi… Les gens allaient et venaient par sa porte. »

Al-Hadi, cependant, s'oppose à ce que sa mère participe aux affaires de l'État, et n'est pas enclin à autoriser des démonstrations d'autorité de sa part. Il affirme qu'« il n'est pas dans le pouvoir des femmes d'intervenir... en matière de souveraineté. Intéressez-vous à vos prières et vos chapelets ». Il désapprouve le fait que sa mère accorde des audiences à des fonctionnaires et à des généraux, confère avec eux et se mêle aux hommes. Il aborde publiquement la question de la vie publique de sa mère en rassemblant ses généraux et leur demande :

« Qui est le meilleur d'entre nous, vous ou moi ? demanda le calife al-Hadi à son auditoire.
— Vous êtes évidemment le meilleur, commandeur des fidèles, répondit l'assemblée.
— Et quelle est la meilleure mère, la mienne ou la vôtre ? continua le calife.
— Votre mère est la meilleure, commandeur des fidèles.
— Qui parmi vous, continua al-Hadi, aimerait que des hommes répandent des nouvelles sur votre mère ?
— Personne n'aime qu'on parle de sa mère, ont répondu les personnes présentes.
— Alors pourquoi les hommes vont-ils voir ma mère pour lui parler ? »

Malgré son opposition, Al-Hadi ne parvient pas à éroder l'autorité extraordinaire de sa mère, et cette dernière refuse de se retirer de la politique et de rester dans le harem. Le conflit est finalement exposé au public lorsqu'elle intercède en faveur d'un suppliant, Abdallah ibn Malik, et demande publiquement une réponse à son fils, qui perd son sang-froid et lui crie ouvertement dessus. Il lui déclare :

« Attendez un instant et écoutez bien mes paroles… Quiconque parmi mon entourage - mes généraux, mes serviteurs - viendra vers vous avec une pétition aura la tête coupée et ses biens confisqués. Quelle est la signification de ces cortèges qui se pressent chaque jour à votre porte ? N'avez-vous pas un fuseau pour vous occuper, un Coran pour prier, une demeure pour vous cacher de ceux qui vous assiègent ? Faites attention à vous, et malheur à vous si vous ouvrez la bouche en faveur de qui que ce soit. »

Al-Khayzuran aurait fait assassiner son fils aîné Al-Hadi après cet incident. L'une des raisons invoquées est qu'elle aurait appris qu'il prévoyait de tuer son frère Harun al-Rashid, une autre qu'il aurait tenté de l'empoisonner, ce qu'elle a découvert après avoir permis à son chien de manger le plat qu'il lui avait envoyé. Une version prétend qu'elle a confié la tâche de le tuer à l'une de ses concubines esclaves, ou jawari, pour l'étouffer avec des coussins.

### Règne de Harun al-Rashid
Son deuxième fils, le calife Harun al-Rashid, ne s'oppose pas à la participation de sa mère aux affaires de l'État. Il reconnait au contraire ouvertement ses capacités politiques, fait publiquement confiance à ses conseils, et gouverne le royaume à ses côtés. Il est fier de souligner qu'il n'a aucune raison d'avoir honte de partager son pouvoir avec une femme, si elle a de telles capacités et un tel éclat.
S'il est difficile de dire exactement dans quels domaines elle appuie sa politique, il est néanmoins reconnu qu'elle participe aux prises de décisions politiques du Califat. À cette époque, Al-Khayzuran conserve tous les pouvoirs de l'empire et règne en fait à la place du calife. Elle légitime son autorité sur son fils par un vieux dicton populaire : « le droit d'une mère est le droit de Dieu ».

« Les histoires ne détaillent pas les réalisations politiques de Khayzuran, mais des pièces de monnaie ont été frappées à son nom, des palais ont été nommés pour elle, et le cimetière dans lequel les dirigeants abbassides ultérieurs ont été inhumés porte son nom, tout cela témoignant non seulement du statut mais aussi de largesses civiques qui lui sont conférées. »

À sa mort en 789, son fils enfreint les règles qui exigent qu'il ne montre aucun chagrin. Au contraire, il manifeste publiquement son chagrin et participe à ses funérailles, ce qui attire beaucoup l'attention.

## Héritage

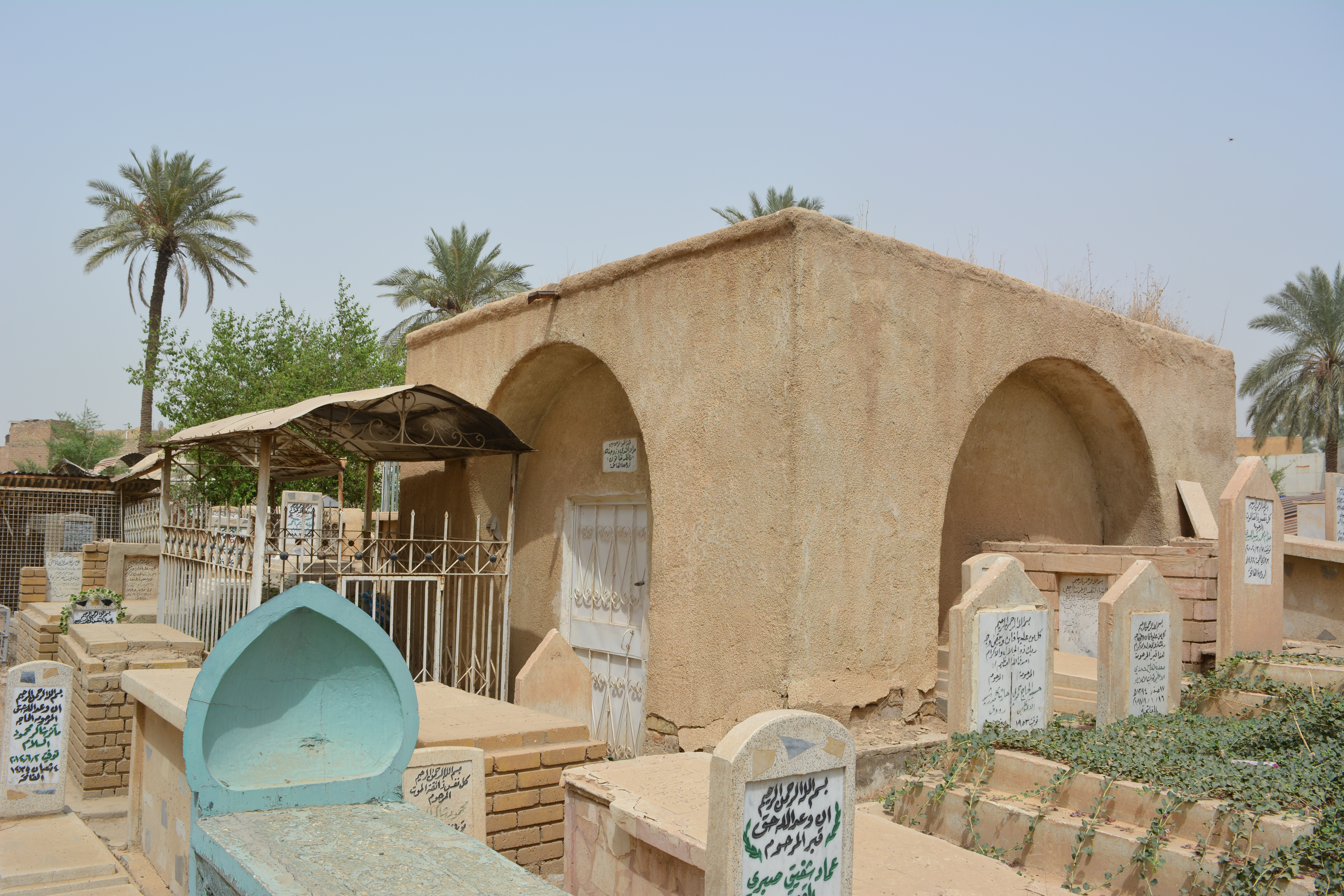
Le cimetière d'Al-Khayzaran à Bagdad dans le quartier d'Al-Adhamiya.

Al-Khayzuran et sa forte personnalité sont considérés par de nombreux historiens comme une source d'inspiration pour le personnage de Shéhérazade[réf. nécessaire], le personnage principal des Mille et une nuits. Beaucoup d'histoires ont été influencées par Harun al-Rashid et sa fabuleuse cour.
Le cimetière Al-Khayzaran, dans le quartier d'Al-Adhamiya à Bagdad, porte toujours son nom.

## Voir également
- Zubaidah bint Ja'far, princesse abbasside et épouse du cinquième calife abbasside Harun ar-Rashid.
- Qatr al-Nada (en), épouse du seizième calife abbasside, al-Mu'tadid.